# The Number of the Beast (album)
The Number of the Beast è il terzo album in studio del gruppo musicale britannico Iron Maiden, pubblicato il 22 marzo 1982 dalla EMI.
È il primo album inciso con il nuovo cantante Bruce Dickinson (in sostituzione di Paul Di'Anno), nonché il primo lavoro del gruppo a raggiungere la vetta della classifica britannica. L'album risulta essere il maggior successo commerciale del gruppo, con oltre 14 milioni di copie vendute nel mondo.
Nel giugno del 2017 la rivista Rolling Stone ha collocato l'album alla quarta posizione dei 100 migliori album metal di tutti i tempi.

## Descrizione
Rispetto ai precedenti Iron Maiden (1980) e Killers (1981), The Number of the Beast è caratterizzato da sonorità più heavy e mette a nudo tutta la creatività dei singoli componenti del gruppo. Melodie e assoli di chitarra sono di primissimo ordine, la coordinazione tra i membri durante le esecuzioni è ottima e evidenzia subito una grande intesa col nuovo cantante Bruce Dickinson, che mostra in tutte le canzoni la pienezza e la costanza della sua voce invidiabile per qualsiasi cantante rock.

## I brani
1. Invaders rievoca la cruenta invasione vichinga in Inghilterra.
2. Children of the Damned parla di sei bambini, dotati di particolari poteri psichici, che sono costretti a lottare per la loro sopravvivenza contro la razza umana. Il brano si ispira al film Il villaggio dei dannati, a sua volta basato sul libro I figli dell'invasione di John Wyndham.
3. The Prisoner è ispirata all'omonima serie televisiva: viene infatti introdotta da un dialogo il cui contenuto è estratto dal telefilm stesso.
4. 22, Acacia Avenue è la continuazione del brano Charlotte the Harlot, contenuto in Iron Maiden. Il titolo corrisponde all'indirizzo in cui la prostituta Charlotte, protagonista della saga, si incontrava con i suoi clienti.
5. The Number of the Beast è la trasposizione in musica di un incubo avuto da Steve Harris. Il titolo è un chiaro riferimento al numero 666, menzionato nel Libro della Rivelazione della Bibbia: un piccolo estratto del testo sacro (Apocalisse 12:12; 13:18), recitato da un imitatore di Vincent Price (visto che l'attore aveva chiesto 25.000 sterline per la performance, budget troppo alto per il gruppo), viene infatti utilizzato come introduzione al brano.
6. Run to the Hills fa riferimento alle battaglie fra inglesi e nativi d'America ai tempi della colonizzazione degli Stati Uniti.
7. Gangland tratta delle paure e delle incertezze che si hanno quando si appartiene a delle gang criminali.
8. Hallowed Be Thy Name ("Sia santificato il Tuo nome", con riferimento ad un passaggio della preghiera cristiana Padre nostro) narra delle ultime ore di un condannato a morte.

Nel 1995 la EMI ha ripubblicato tutti gli album della band inserendo in tutti un secondo CD con le tracce provenienti dai singoli: in questo caso il CD bonus contiene i brani provenienti dai singoli Run to the Hills e The Number of the Beast.
Nell'edizione rimasterizzata pubblicata nel 1998 è stata aggiunta come ottava traccia il brano Total Eclipse, originariamente disponibile nel CD bonus dell'edizione del 1995.

## Tracce
Testi e musiche di Steve Harris, eccetto dove indicato.

### Edizione standard
1. Invaders – 3:20
2. Children of the Damned – 4:34
3. The Prisoner – 5:34 (Adrian Smith, Steve Harris)
4. 22, Acacia Avenue – 6:34 (Steve Harris, Adrian Smith)
5. The Number of the Beast – 4:25
6. Run to the Hills – 3:50
7. Gangland – 3:46 (Adrian Smith, Clive Burr)
8. Hallowed Be Thy Name – 7:08

CD bonus presente nella riedizione del 1995
1. Total Eclipse – 4:28 (Steve Harris, Dave Murray, Clive Burr)
2. Remember Tomorrow (Live) – 5:27 (Steve Harris, Paul Di'Anno)

### Riedizione del 1998
1. Invaders – 3:22
2. Children of the Damned – 4:33
3. The Prisoner – 6:00 (Adrian Smith, Steve Harris)
4. 22 Acacia Avenue – 6:38 (Steve Harris, Adrian Smith)
5. The Number of the Beast – 4:51
6. Run to the Hills – 3:50
7. Gangland – 3:47 (Adrian Smith, Clive Burr)
8. Total Eclipse – 4:28 (Steve Harris, Dave Murray, Clive Burr)
9. Hallowed Be Thy Name – 7:10

Contenuti multimediali
1. Run to the Hills
2. The Number of the Beast

## Formazione
- Bruce Dickinson – voce
- Dave Murray – chitarra solista
- Adrian Smith – chitarra solista
- Steve Harris – basso
- Clive Burr – batteria

## Classifiche
| Classifica (1982-2021) | Posizione massima |
| ---------------------- | ----------------- |
| Australia              | 8                 |
| Austria                | 3                 |
| Canada                 | 11                |
| Croazia                | 8                 |
| Finlandia              | 15                |
| Francia                | 17                |
| Germania               | 11                |
| Italia                 | 10                |
| Norvegia               | 13                |
| Nuova Zelanda          | 18                |
| Paesi Bassi            | 6                 |
| Regno Unito            | 1                 |
| Spagna                 | 9                 |
| Stati Uniti            | 33                |
| Svezia                 | 7                 |
| Svizzera               | 12                |
| Ungheria               | 21                |